# ISO 31
ISO 31 är den internationella standarden för storheter och enheter, bland dem SI-enheterna. Den gäller också som svensk standard med beteckningarna SS-ISO 31-0, SS-ISO 31-1 och så vidare för varje del. Delarna är:
- Del 0: Allmänna principer
- Del 1: Rum och tid
- Del 2: Periodiska och besläktade fenomen
- Del 3: Mekanik
- Del 4: Värme
- Del 5: Elektricitet och magnetism
- Del 6: Ljus och besläktad elektromagnetisk strålning
- Del 7: Akustik
- Del 8: Fysikalisk kemi och molekylfysik
- Del 9: Atom- och kärnfysik
- Del 10: Kärnreaktioner och joniserande strålning
- Del 11: Matematiska tecken och symboler för bruk inom naturvetenskap och teknik
- Del 12: Karakteristiska tal
- Del 13: Fasta tillståndets fysik

SIS har givit ut handboken ”Storheter och enheter - SI måttenheter”, ISBN 91-7162-516-X, ISSN 1400-2590, som innehåller hela standarden, närliggande standarder och mer information.
En ny upplaga av ISO 31 kommer att heta ISO 80000. Uppdateringsarbetet görs av Kommittén för storheter och enheter: ISO - TC12. De olika delarna har kommit olika långt och mellanresultat publiceras som "Draft Standards", exempelvis ISO/FDIS 80000-1. Läget kan studeras hos TC12:s webbsida.